# Економски факултет Универзитета у Љубљани
Економски факултет Универзитета у Љубљани (словен. Ekonomska fakulteta или само EF) је факултет члан Универзитета у Љубљани.
Садашњи декан је проф. др Метка Текавчич.

## Организација
- Катедра за новац и финансије
- Катедра за економију
- Катедра за пословну информатику и логистику
- Катедра за језике за привредне и економске науке
- Катедра за менаџмент и организацију
- Катедра за математику, статистику и операцијско истраживање
- Катедра за међународну економија и пословање
- Катедра за предузетништво
- Катедра за рачуноводство и ревизију
- Катедра за маркетинг